# Aneura spinulifera
Aneura spinulifera là một loài rêu trong họ Aneuraceae. Loài này được A. Massal. Stephani mô tả khoa học đầu tiên năm 1899.